# 카르느 드 비냐달류스
카르느 드 비냐달류스(포르투갈어: carne de vinha-d'alhos)는 포르투갈 마데이라 지역의 크리스마스 음식이다.
포도주(vinho 비뉴[*])와 마늘(alho 알류[*])로 만든 양념장인 비냐달류스(vinha-d'alhos)에 토끼고기나 돼지고기를 재워두었다가 익혀 만든다.

## 같이 보기
- 빈달루